# Comuna 2 (Popayán)
La comuna 2 de Popayán está localizada al nororiente de la Ciudad blanca de Colombia. Es una de las más extensas e incluso es la que tiene mayor población; comúnmente sus habitantes la conocen como el norte o el alto de Cauca aunque también, junto a la comuna 1 y la comuna 3, es catalogada como la cara moderna de la zona urbana. En ella se asientan un buen número de barrios, conjuntos residenciales, edificios, almacenes de cadena y supermercados. 

## Historia
Su origen remonta a la época post-terremoto 1983, en la que se asentaron las familias afectadas por el desastre natural, en la parte alta de la Ciudad (Alto Cauca) y posteriormente se constituirían los barrios que hoy en día la componen. Ante la necesidad de expandirse, la Ciudad blanca de Colombia propicia rápidamente la habitabilidad de los sectores que hasta esa época eran grandes dehesas. Los sobrevivientes al desastre natural y sus familias, poco a poco se alejan de los barrios primitivos pertenecientes al sector histórico, como lo son "El Centro" y aledaños, que para ese entonces contaban con estructuras débiles de la época colonial. 
Sin dejar de conservarse la parte arquitectónica que hasta hoy en día distingue el sector histórico de la Ciudad, por su parte, la zona nor-oriental (cuesta arriba del Tablazo) se volvió el atractivo para construir una Ciudad un poco más moderna, que sigue constituyéndose como una de las comunas más pobladas y desarrolladas de la Ciudad. Entre estos apartes, cabe mencionar el caso concreto del sector "El Bosque" donde se han presentado múltiples transformaciones urbanas.

## Población
Según cifras del DANE del censo 2005, habitan 36.452 personas. Además, la comuna se compone de más de 100 barrios, más de 604 manzanas, un número mayor de 7.380 viviendas, convirtiéndose en la comuna con las cifras más altas en barrios y población (el 21% y 17% de Popayán respectivamente).
Hay presencia de todos los estratos, pero en su mayoría: el 2 y 3 con el 80%. Tan solo el 6% son estratos 5 y 6.
Un dato peculiar e interesante es que algunos Payaneses suelen referirse a la acción de desplazarse desde otras comunas hacia el norte de la Ciudad con la expresión "subir". Actualmente, muchas de las diligencias pueden resolverse sin necesidad de trasladarse o "bajar" al sector histórico, donde han funcionado la mayor cantidad de oficinas y entidades; estas expresiones surgieron en ocasión de las condiciones topográficas que se explica con la diferencia de altitud existente entre los sectores comprendidos desde la piedra norte hacia la comuna 2 y desde el tablazo hacia el resto de comunas. Los procesos de descentralización de servicios de atención al público y la apertura del C.C. TerraPlaza contribuyeron a que las personas tuvieran mayores facilidades -en cuanto a cercanía- para la realización de sus diferentes requerimientos.

## División
La Comuna No. 2 de Popayán la constituyen más de cien barrios barrios, entre los cuales están:
| - Villa Melisa - Esperanza - Canterbury - La Arboleda - El Uvo - San Ignacio - Bella Vista - El Bambú - Cruz Roja - Río Vista - Bello Horizonte - El Placer - Villa del Norte - La Primavera - Rinconcito Primaveral - La Florida | - Barrio González - El Tablazo - Morinda - Destechados - Santiago de Cali - Zuldemaida - María Paz - Balcón Norte - Pino Pardo - Matamoros - Chamizal - Tóez - Villa Claudia - Guayacanes del Río - Pinar | - Los Cámbulos - Luna Blanca - Cordillera - Villa del Viento - Pinares Canal de Brujas - Los Ángeles - Galilea - Atardeceres de la Pradera - Pinos Llano - Nueva Alianza - Pinares del Río - Nuevo Tequendama - Rincón de la Aldea - Trece de Octubre - San Gerardo - Bosques del Pinar | - Quintas de José Miguel - Minuto de Dios - Divino Niño - Álamos del Norte - Villa Diana - Renacer - El Encanto - San Fernando - Rincón de Comfacauca - Rinconcito Primaveral II - Capri - Gran Bretaña - La Paz |

### Urbanizaciones
Cabe agregar, que adicional a estos barrios, han surgido varios conjuntos residenciales nuevos, entre estos figuran:
- Asturias
- Quintas del Bosque
- Claros del Bosque
- La Reserva del Bosque
- Torres del Bosque
- Acuarelas del Bosque
- Monserrat
- Terrazas del Bosque
- Altos de Antigua
- Condominio Monte Lugano
- Condominio Mirador del sol

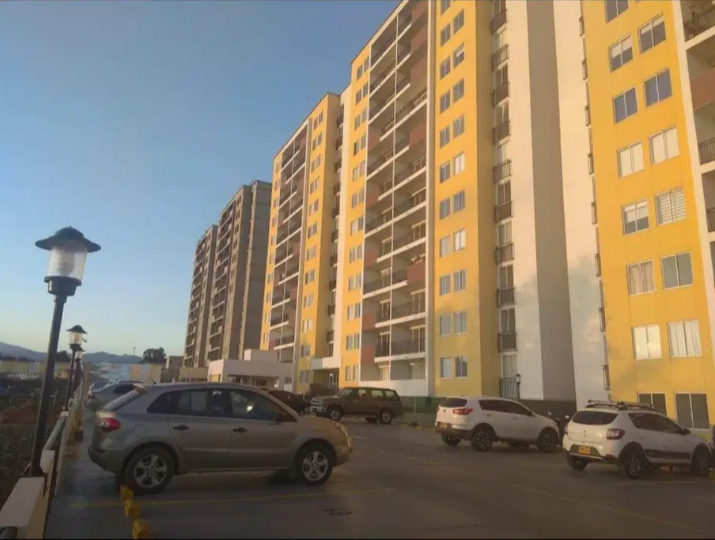
Ciudadela Llanos de Calibío
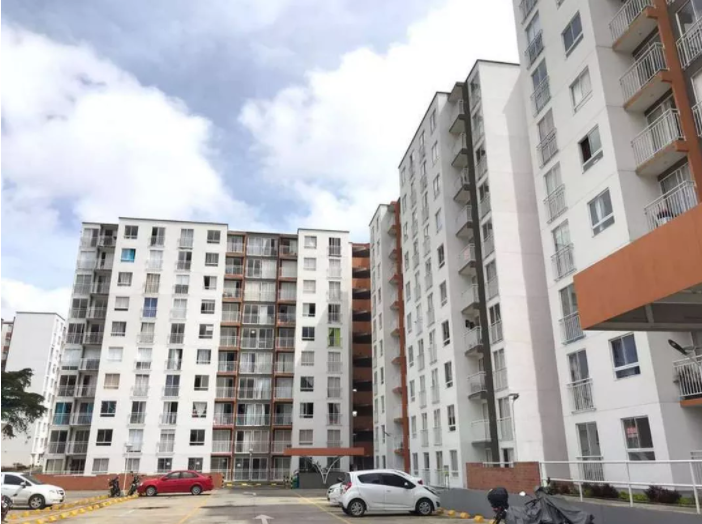
Torres de Milano
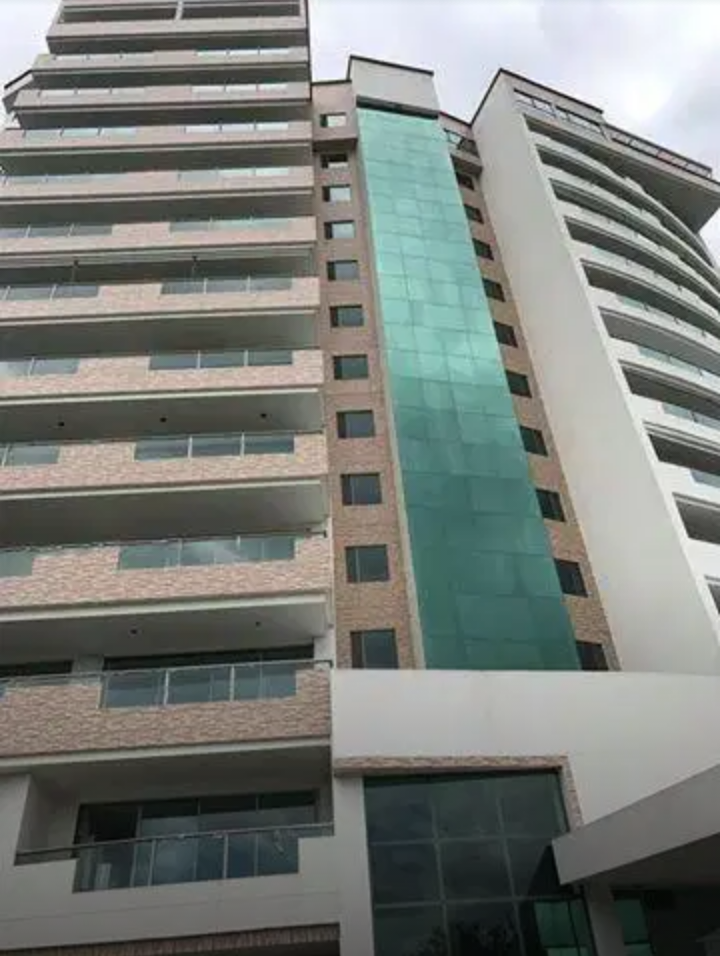
Condominio Bosques del Marquez
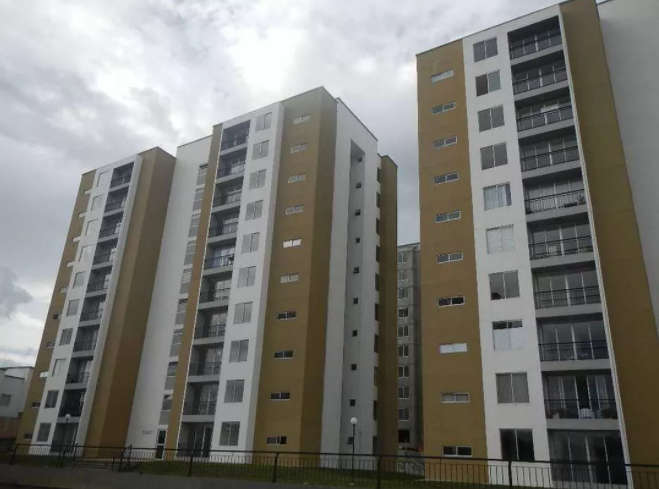
Edificios Monserrat

## Comercio

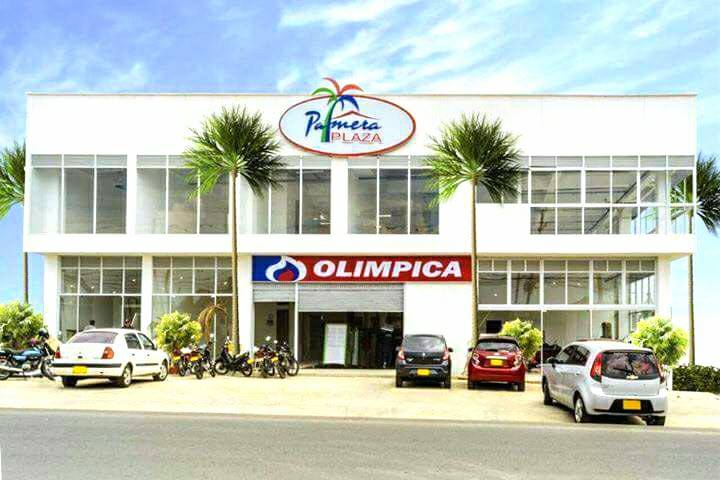
Almacén Olímpica Norte, Palmera Plaza - La Arboleda
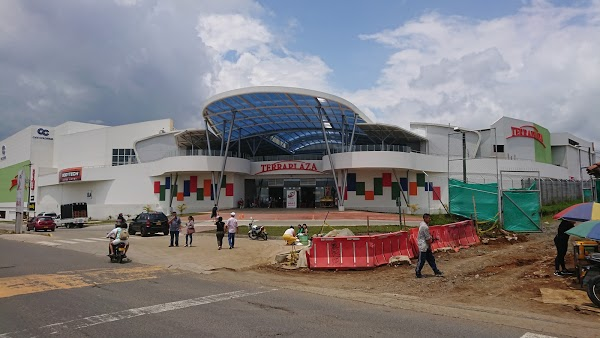
Centro Comercial TerraPlaza